# William Charles Macready

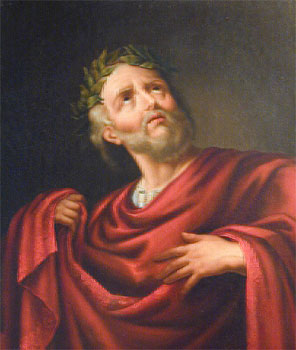
William Charles Macready (1793-1873) interpretando o papel de Virginius

William Charles Macready (Londres, 3 de março de 1793 - Londres, 27 de abril de 1873) foi um ator e gerente teatral inglês.

## Biografia
Depois de frequentar a Rugby School, ele queria ir para Oxford, mas a partir de 1809 teve que ajudar seu pai com as peças. Em 7 de junho de 1810 houve sua primeira participação em uma representação teatral: interpretou Romeu em Birmingham. Foi ator no Royal Opera House (na época chamado de Covent Garden) a partir de 16 de setembro de 1816 (a primeira participação foi uma adaptação de uma ópera de Ambrose Philips). em Warwick.
Ele era um ator e depois um empresário que subiu ao palco apenas como substituto, mais tarde se revelando um excelente ator e não um empresário. Macready merece o crédito por ter entendido a importância da unidade teatral segundo a qual todo o conjunto artístico e técnico do teatro deveria cooperar e trabalhar em conjunto para alcançar o melhor resultado possível. Instituiu severos testes de conjunto e é considerado um dos precursores da figura do diretor de teatro moderno. Do ponto de vista do trabalho de palco, ele perseguiu o ideal da correção filológica dos figurinos de palco e a recuperação dos textos originais de Shakespeare, eliminando qualquer adoçamento ou adaptação dos originais de suas representações.
Seu filho era o famoso general Nevil Macready, uma figura-chave talentosa nas guerras do final do século XIX e início do século XX.